# 伍子胥
伍 子胥（ご ししょ、? - 紀元前484年）は、春秋時代の呉の政治家・軍人。諱は員（うん）。子胥は字。死者に鞭打つ、日暮れて道遠しなどの格言でも知られる。

## 生涯

### 青年期
楚の乾渓（現在の安徽省亳州市利辛県）の人。直言をもって荘王から信頼された伍挙の孫で、代々楚の重臣を担った家柄であった。伍子胥の父の伍奢は平王の子の太子建の太傅（侍従長兼教育係）で、直言清廉で知られていた。伍子胥は九尺（約2m）を超える身長と、盛んな意気を持っていた。
平王2年（紀元前527年）、太子建に秦から嫁を貰うことになり、少傅（副侍従長）の費無忌が楚に嫁いでくる伯嬴を秦まで迎えに行った。しかしその美しさを見て平王に取り入ろうと考え、伯嬴を平王の側室に薦めて、太子には別の女性を与えさせた。これにより費無忌は太子付きから平王の側近に取立てられたが、恨みを持つ太子がこのまま即位しては自らが危ないため、盛んに平王へ中傷を吹き込んだ。
これにより平王と太子建との仲が悪くなり、平王7年（紀元前522年）に建が太子を廃されることになると、伍奢とその子の伍尚（伍子胥の兄）と伍子胥もその影響力を恐れられ、平王は殺すことにした。平王は伍奢を捕え、「都から離れているお前の息子たちを呼べ。そうすれば助けてやる」と言ったが、「伍尚は心優しいですから殺されるとわかっていても来るでしょうが、伍子胥は違います。苦難に耐える意気を持っております。来るわけがありません」と断られた。次いで平王は伍尚と伍子胥へ「お前たち兄弟が都に来たら父を助ける」と使者を送った。平王の無道ぶりを知っていた伍子胥は自分たちを全員殺すための罠と見破り、伍尚へ逃げようと誘うが、伍尚は「そうだろうが、父を見捨てられない。私は楽な道を選ぶ」と命に従い、伍子胥は使者を弓矢で脅して逃れた。なお、伍奢と伍尚は処刑されることになったが、伍奢は伍子胥が逃亡したのを知ると「楚の君臣は兵の難に苦しむことになるだろう」と言い残した。

### 呉への亡命
伍子胥は太子建と共に宋に脱出するが元公らによる内乱を避けるため、鄭に出国した。その途上に親友の申包胥と会った際、伍子胥は「必ず楚を滅ぼしてやる」と言い、申包胥は「ならば、私は臣として楚を守ろう」と言った。鄭で太子建は匿われたのにも関わらず、晋に唆されて鄭に反逆しようとしたため、平王9年（紀元前520年）に定公に殺害された。

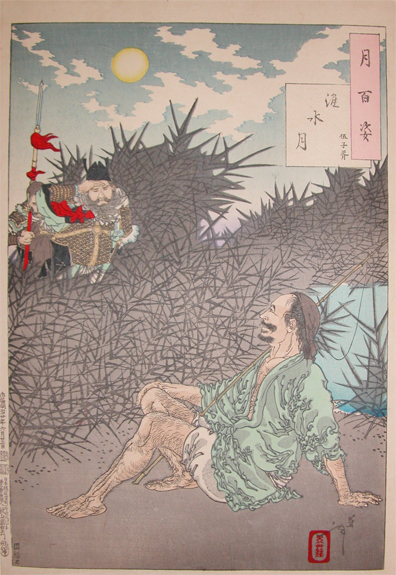
月岡芳年『淮水月 伍子胥』

伍子胥は太子建の子の勝と共に、呉に逃亡した。この道中は過酷なもので、物乞いをして凌いだことも、病で死線を彷徨ったこともあったという。また、楚と呉との間にある長江の辺りで追手に追われている際、たまたま居た漁師に隠れるように促され、更に長江を渡して貰った。その礼として持っていた百金はする剣を渡そうとしたが、漁師は断った。伍子胥が再び勧めると、「伍子胥という人を捕らえた者には、爵位と5万石を与えると聞く。百金など要らないよ」と去っていったという。漁師は伍子胥であることを知っていて自ら見逃したのである。

### 呉王僚暗殺
呉で伍子胥は公子光に仕え、呉王僚や光に楚を攻めるよう進言し、僚はその気になったが、光はまだ早いと抑えた。これに伍子胥は光に野心ありと見抜き、専諸を推挙する。自らは呉が内紛で荒れると見て、農夫となって暮らし時節を待った。
昭王元年（紀元前515年）、呉の主力軍が出征した楚で立ち往生するに至ると、僚の王位継承を不当だと思っていた光は、国内が手薄な今がクーデターを起こす絶好の機会と考えた。そして、僚を宴席へと招き、専諸を差し向けてこれを暗殺した。光は即位して闔閭となって、伍子胥を側近に立てた。こうして、伍子胥は楚の隣国の王の側近という立場を得た。伍子胥は孫武の著した『孫子兵法』を献上し、7回にわたり登用を説いた。孫武は闔閭に招かれ、その才能を認められ将軍として迎えられた。
なお、父や兄の仇の平王が平王13年（紀元前516年）に、費無忌が翌昭王元年（紀元前515年）に相次いで死去した。

### 対楚戦争
伍子胥は孫武と共に闔閭の補佐に当たり、呉国内の整備に尽力した。楚へは十分な準備が整うまではと闔閭を抑えていたが、楚の広大さと君主が幼少に変わったばかりなことを突き、小規模な兵を出して国境の集落を襲い、楚が国軍を発して迫ると引くということを繰り返して国力を浪費させた。
闔閭9年（紀元前506年）、闔閭は「そろそろ楚を攻めようと思うのだが」と伍子胥と孫武に聞いた。伍子胥は「楚の内情は酷く勝てるでしょうが、万一もあります。属国として搾取され、楚への恨みを貯めている唐と蔡を味方に付ければ万全です」と答え、使いを出すと唐と蔡は即座に内諾した。こうして闔閭・伍子胥・孫武は本格的な楚侵攻を始める。柏挙の戦いである。十分な準備に加え、楚の地理と内情を良く知る伍子胥・兵法の天才孫武という人材が揃い、連戦連勝して、遂には楚の都郢を陥落させた。平王は既に死んでいたので伍子胥は王墓を暴き、平王の死体を300回に及び鞭打って恨みを晴らした。これが「死者に鞭打つ（死屍に鞭つ）」の語源になった。この事をかつての親友の申包胥にあまりに酷いと責められた時に、伍子胥は「吾、日暮れて塗（道）遠し、吾、故に倒行して之を逆施す（吾日暮塗遠、吾故倒行而逆施之）」と答えた。「自分はもう年を取っているので、（物事を行うに当たって）正しい道理に逆らった手段・方法を採る。」という意味である。こちらは「日暮れて道遠し（ひくれてみちとおし）」、四字熟語「倒行逆施（とうこうぎゃくし）」の故事となっている。
しかし、首都陥落直前に楚王（廃太子の異母弟である昭王）は逃亡していた。放っておけば地方の兵などを使って再興しかねないため、徹底的に探させたが、なかなか見つからなかった。

### 檇李の戦い
闔閭10年（紀元前505年）、その間に越王の允常が呉に攻め入ってきたため、兵の半分を帰した。更に申包胥が秦の援軍を取り付け、形勢は悪化。闔閭は楚に留まっていたが、将軍として従っていた闔閭の弟の夫概が勝手に帰国し呉王を名乗ったため、楚から引き上げてこれを追い払った。
呉に戻った伍子胥は再び闔閭の補佐に努め、呉を天下に並ぶもの無き強国にまで押し上げた。次は楚への侵攻や中原に進出していくことになるが、その前に隣国の越を攻めるよう進言した。越から見れば中原に出るには呉が邪魔であり、呉からも中原に出れば越に背後を突かれる恐れがあった。また、越は今のところ気にするまでもない小国だが、急速に国力を増大させていることを見逃さず、将来の禍根となることを恐れたためである。闔閭はこれを聞き入れ、呉の富国強兵に尽力した。
闔閭19年（紀元前496年）、越王允常の訃報を聞いた闔閭は、伍子胥の進言もあり、自ら兵を率いてこれを衝いて越を討伐した。しかし、允常の子で後を継いだ勾践の家臣の范蠡との知恵比べに負けて、檇李の戦いに敗れた。この時、闔閭は越の武将である霊姑孚が放った矢によって片足を負傷し、破傷風を起こして容態が悪化し、床に伏せるようになる。

### 闔閭の死と仇討ち
闔閭の容態が芳しくなくなると、数人の公子のうちのひとりの夫差が伍子胥の元を訪れ、自分を後継者に推してくれるよう頼んだ。伍子胥は闔閭の元を訪れ夫差を太子に推すが、闔閭は「夫差は情に薄く君主の器に足りないのではないか」と語った。これに伍子胥は「足りない所は周囲が補えばよいのです。それより早く後継を明らかにしないと、権力闘争が起こりかねません」と答え、闔閭はこれを認めた。闔閭は夫差を呼び「勾践が父の仇と忘れるな」と言い、夫差も「3年以内には必ず仇を取ります」と答え、間もなく闔閭が死去した。伍子胥は相国に就き、後継の呉王となった夫差を補佐し、着々と準備を進めた。
夫差2年（紀元前494年）、呉に侵攻した勾践率いる越軍を夫椒の戦いで撃破し、呉軍はその勢いのまま越に逆侵攻して、勾践を越の首都近くの会稽山へ追い詰めた。勾践は使者を送り、「越は呉の属国となり、私は呉王様の奴隷として仕えるので、許して頂きたい」と申し出てきた。夫差が許そうとしたので、伍子胥は「勾践は辛苦にも耐えうる性格なので、生かしておいては必ず災いとなります」と勾践を殺す事を強く主張したが、結局夫差は越を従属国とする事で許した。
これ以降、越は恭順したふりと賄賂で、警戒を次第に解かせていく。伍子胥はこれを上辺と見抜き、越に対する警戒を忠告するが、越など置いて一刻も早く中原へ進出したいと願う夫差との間に確執が生じた。越が密偵を使い、夫差の耳に伍子胥の中傷を流し込んだとも、西施という美女を送り込んで、夫差を骨抜きにさせて越を警戒しないように仕向けたとも言われる。

### 夫差との確執
夫差11年（紀元前485年）3月、斉の悼公が殺害されて、その後の政情が不安定なことを知ると、夫差は斉への侵攻を画策した。伍子胥は「斉は皮膚の病、越は内臓の病（目に付き気になるのは皮膚の病気＝斉の内乱だが、気づきにくく生命に係わるのは内臓の病気＝越の存在である）」などと進言したが、夫差はそれを退けて、かえって呉軍は艾陵において斉軍を撃破したこともあり、以後夫差は伍子胥の進言を軽視するようになった。また、伍子胥を疎ましく思っていた宰相伯嚭への越からの贈賄工作も重なって、様々な手段で伍子胥が夫差の不興を買うよう仕向けられたことも、両者の不仲を増大させた。
その後も夫差は越など眼中になく、中原へ進出し覇者になろうとした。諸侯との覇を巡っての戦費や外交費は呉の財政を逼迫させ、度重なる出兵や重税は民を疲弊させ、呉はその国力を急速に消耗させていった。

### 最期
夫差12年（紀元前484年）、これではいつか越に呉は滅ぼされるだろうと見切った伍子胥は、斉に使者に行った際に子 を斉の鮑氏に預けたが、先王から多大な恩を受けた自らは呉を見捨てられないと戻った。この事が本国に帰った後に問題になり、加えて伯嚭が「伍子胥は剛暴で恩愛の情が少なく、王に恨みを持っております。何もしなければ大いなる災いを招くでしょう」と讒言したため、伍子胥は夫差から属鏤（しょくる、名剣の名）の剣を渡され、自害するようにと命令された。
伍子胥は「ああ、奸臣伯嚭が乱す。私はお前（夫差）の父を覇者とし、諸公子が争ってる時にはお前を推薦した。後継者と確定した際、呉を分けてくれると言ったが、私は（良き王と国になることを）願って受け取らなかった。その結果が死ねと命じられることか」と嘆き、「自分の墓の上に梓の木を植えよ、それを以って（夫差の）棺桶が作れるように。自分の目をくりぬいて東南（越の方向）の城門の上に置け。越が呉を滅ぼすのを見られるように」と言い遺し、自ら首をはねて死んだ。
だが、その言葉が夫差の逆鱗に触れ、伍子胥の墓は作られず、遺体は馬の革袋に入れられて川（呉淞江）に流された。人々は彼を憐れみ、ほとりに祠を建てて、胥山と命名したという。伍子胥が死んだ後、呉には夫差の国力浪費を咎める者も越を警戒する者もいなくなったという。
のちに2006年には 江蘇省蘇州市の建設者・伍子胥を記念するために、市内の呉中区は3000万元以上（約45000万円）を投資したことにより胥王廟が太湖と胥江の交叉点に再建された。

## 評価

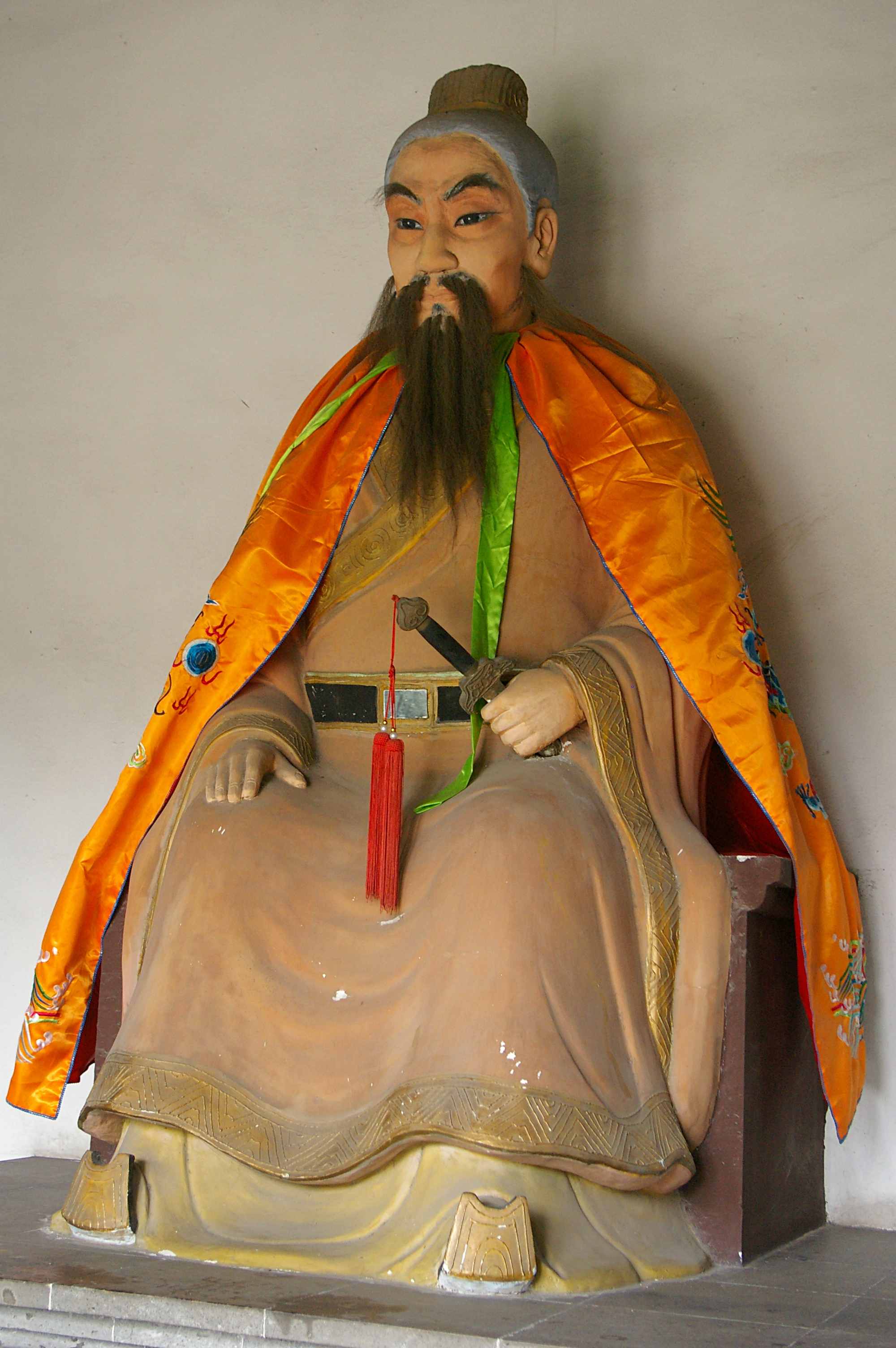
伍子胥像（蘇州盤門伍子胥祠）

伍子胥は激情の人である。その何人も恐れぬ激情さゆえに多大な功績を上げた。しかしその激情ゆえに最後は主君と対立し疎まれ、自殺に追い込まれた。一方、范蠡は冷静に時流を読むや越を去り、最後は斉で富豪になったといわれる。鮮やかに身を引いて人生を全うした范蠡の生き方に後世の人々は感服し敬愛したが、その一方で激情の人の伍子胥の激しい生き様にも心を打たれ愛情を注いだ。
この例は後世にも引き出され、秦の宰相の范雎が自分の身内が次々と罰せられた際に遊説家の蔡沢からこの2人の例を聞き、引退を決意したとされている。
曹操は官渡の戦いの時に自軍に降ってきた張郃らを出迎える時に伍子胥の最期を引き合いに出し、「伍子胥は仕える君主を間違えた事に気付くのが遅かった。君が私に降伏したのは微子啓が殷を裏切って周に仕え、韓信が項羽の下を去って劉邦に仕えたような真っ当な行動である」として偏将軍に任命し、都亭侯に封じた。
『史記』で司馬遷は、「建（楚の太子）は讒言におち、（禍いは）伍奢に及んだ。（伍奢の子の）伍尚は父の言いつけ通りにしたが、伍員はのがれて呉へいった」と列伝の6巻に「伍子胥列伝」として取り上げられている。その纏めで「怨恨の害毒が人に与える影響はとても大きなものだ。王でさえ臣に怨みを持たせるような行いはできない。同列なれば尚更である。初めに伍子胥が父に従い死んだとして、その命が虫けら達と違うところがあっただろうか。小さな義を捨て大きな恥を雪ぎ、その名声を後世にまで残したのである。悲壮な人生ではないか。楚軍によって揚子江のほとりに追い詰められた時は乞食にまでなったが、その志は郢（楚の都。復讐の対象）を忘れることは無かった。だから、隠忍して功名を成し遂げることができたのである。壮烈な偉丈夫でなければ、誰がいったいこれほどの難事を成し遂げられるだろうか」と評している。
しかし、伍子胥を非難しているものもあり、『史記』の伍子胥列伝の申包胥だけではなく、『春秋穀梁伝』定公四年にも「子胥の復讐は、君臣の礼に違い、王の事えるの道を失う」とあり、やはりその行き過ぎが責められている。君臣の関係を絶対的なものとみれば、伍子胥の行動は許すべからざる逸脱ということになる。『春秋穀梁伝』の評価は、現在の目からは腑に落ちないが経典の道徳的読解としてはあり得るものであると思う。このように、伍子胥に対する見方は一様ではない。確かに彼は父と兄の仇に復讐を果たしたのであり、そのことは評価されつつも、故君を敵として、死骸を鞭打ち果ては国そのものを滅ぼさんとする、あまりに激しいその意志に対して、嫌悪感や抵抗感が惹起されるのも仕方のないことである。

## 逸話
一説によると、端午節は伍子胥の命日であるため、5月5日の端午節は伍子胥を記念する日になったという

。